# 야니스 달린슈
야니스 달린슈(라트비아어: Jānis Daliņš, 1904년 11월 5일 ~ 1978년 6월 11일)는 라트비아의 육상 선수로 주 종목은 경보이다. 올림픽에서 메달을 획득한 최초의 라트비아 선수로 1932년 하계 올림픽 50km 경보에서 은메달을 획득했다. 그는 1934년 유럽 선수권 대회 50km 경보에서 우승했고 여러 경보 종목에서 세계 기록을 세웠다.
제2차 세계 대전 이전의 라트비아 최고 스포츠 선수로 인정받았으며,  1949년에 가족들과 오스트레일리아로 이주했다.

## 참고 문헌
- Pēteris, Apinis (2006년). 《A Hundred Great Latvians.》. 리가: Nacionālais apgāds. 122쪽. ISBN 9984-26-288-X. OCLC 238892134.